# Dudley den Dulk
Dudley den Dulk (ur. 24 czerwca 1971) – bobsleista z Antyli Holenderskich. Reprezentował Antyle Holenderskie na Zimowych Igrzyskach Olimpijskich 1992.

## Występ na ZIO 1992
Bart Carpentier Alting i Dudley den Dulk reprezentowali Antyle Holenderskie na Zimowych Igrzyskach Olimpijskich 1992, które odbywały się we francuskim Albertville. Wystartowali oni w konkurencji dwójek mężczyzn. Rywalizacja rozpoczęła się 15 lutego, do której przystąpiło czterdzieści siedem dwójek z dwudziestu pięciu państw. Uzyskiwali czasy odpowiednio w pierwszym – 1:02,97, drugim – 1:03,26, trzecim – 1:03,40 i czwartym – 1:03,46. Ich łączny czas wynosił 4:13,09 i zajęli trzydziestą siódmą pozycję na czterdzieści sześć w końcowej klasyfikacji. Rywalizacja zakończyła się 16 lutego, w której zwyciężyła dwójka szwajcarska (Gustav Weder/Donat Acklin).
| Konkurencja     | Zawodnicy                              | Zjazd 1. | Zjazd 2. | Zjazd 3. | Zjazd 4. | Łącznie | Miejsce |
| --------------- | -------------------------------------- | -------- | -------- | -------- | -------- | ------- | ------- |
| Dwójka mężczyzn | Bart Carpentier Alting Dudley den Dulk | 1:02,97  | 1:03,26  | 1:03,40  | 1:03,46  | 4:13,09 | 37.     |